# 假黄耆
假黄耆（学名：Astragalus mendax）为豆科黄芪属的植物。分布在俄罗斯以及中国大陆的新疆等地，生长于海拔2,800米至4,600米的地区，一般生长在高山草地，目前尚未由人工引种栽培。